# Comuna Dobra, Dâmbovița
Dobra este o comună în județul Dâmbovița, Muntenia, România, formată din satele Dobra (reședința) și Mărcești.

## Așezare
Comuna se află pe malurile râului Ialomița, satul Dobra aflându-se pe malul drept, iar satul Mărcești — pe cel stâng. Comuna este străbătută de două drumuri județene: DJ711 care leagă Târgoviște de DN1A către Bujoreanca și DJ720A care trece pe malul stâng al râului, pornind din DN72 și terminându-se tot în DN1A la Postârnacu.

## Demografie
Componența etnică a comunei Dobra
     Români (94,92%)
     Alte etnii (0,06%)
     Necunoscută (5,02%)
Componența confesională a comunei Dobra
     Ortodocși (92,83%)
     Creștini după evanghelie (1,03%)
     Alte religii (0,77%)
     Necunoscută (5,37%)
Conform recensământului efectuat în 2021, populația comunei Dobra se ridică la 3.388 de locuitori, în scădere față de recensământul anterior din 2011, când fuseseră înregistrați 3.657 de locuitori. Majoritatea locuitorilor sunt români (94,92%), iar pentru 5,02% nu se cunoaște apartenența etnică. Din punct de vedere confesional, majoritatea locuitorilor sunt ortodocși (92,83%), cu o minoritate de creștini după evanghelie (1,03%), iar pentru 5,37% nu se cunoaște apartenența confesională.

## Politică și administrație
Comuna Dobra este administrată de un primar și un consiliu local compus din 13 consilieri. Primarul, Daniel-Cosmin Nica[*], de la Partidul Social Democrat, este în funcție din octombrie 2020. Începând cu alegerile locale din 2024, consiliul local are următoarea componență pe partide politice:
|  | Partid                    | Consilieri | Componența Consiliului | Componența Consiliului | Componența Consiliului | Componența Consiliului | Componența Consiliului | Componența Consiliului | Componența Consiliului | Componența Consiliului | Componența Consiliului | Componența Consiliului |
|  | ------------------------- | ---------- | ---------------------- | ---------------------- | ---------------------- | ---------------------- | ---------------------- | ---------------------- | ---------------------- | ---------------------- | ---------------------- | ---------------------- |
|  | Partidul Social Democrat  | 10         |                        |                        |                        |                        |                        |                        |                        |                        |                        |                        |
|  | Partidul Național Liberal | 3          |                        |                        |                        |                        |                        |                        |                        |                        |                        |                        |

## Istorie
La sfârșitul secolului al XIX-lea, comuna făcea parte din plasa Ialomița a județului Dâmbovița și era formată doar din satul de reședință, cu 860 de locuitori. Celălalt sat actual al comunei constituia, împreună cu cătunul Pâslari, o comună de sine stătătoare, în aceeași plasă, având o populație de 1231 de locuitori. Ambele comune aveau câte o școală și o biserică.
În 1925, satul Pâslari fusese transferat de la comuna Mărcești la comuna Dobra, cele două făcând parte din plasa Bilciurești a aceluiași județ. Comuna Dobra avea 1871 de locuitori, iar comuna Mărcești avea 1486 de locuitori.
În 1950, comunele au fost incluse în raionul Târgoviște din regiunea Prahova și apoi (după 1952) din regiunea Ploiești. În 1968, comuna Mărcești s-a desființat, fiind comasată cu comuna Dobra, comună arondată județului Dâmbovița, reînființat.

## Personalități născute aici
- Cornel Dinu[13] (n. 1989), fotbalist.